# Окала (Флорида)
Ока́ла — город в округе Марион, штат Флорида. В 2007 году по данным американского Бюро переписи населения составляло 53491 человек, а в 2013 году по данным того же бюро проживало 57 468 человек, что делает Окалу 45-м по населению городом Флориды. Окала является центром округа Марион, в котором, по данным бюро переписи населения США на 2008 год проживало 329 628 человек.

## История
Первые поселения на территории города появились в шестом тысячелетии до н. э., с пятого века н. э. здесь жило племя тимукуа, основавшее деревню Окали, название которого означало «Большой гамак» и дало название городу. Ныне город Окала находится неподалёку от того места, где располагалась Окали. Первым европейцем, побывавшим в Окали, был конкистадор Эрнандо де Сото, отправившийся в поход в Северную Америку, и судя по всему, уничтоживший деревню, так как больше деревня не встречается в испанских источниках.
После уничтожения Окали место тимукуа заняли семинолы. Вскоре после приобретения Соединёнными штатами Флориды у Испании, в 1821 году, был основан Форт Кинг, действовавший как перевалочный пункт между семинолами и белыми поселенцами. После окончания войны с семинолами форт послужил основой современной Окалы, основанной в 1849 году. Город был важным производством цитрусов до 1894 года, а в 1881 году была проведена железная дорога. 22 ноября 1883 года, на День благодарения, произошёл сильный пожар, уничтоживший центр города. Город стал первым, где здания в центре были построены из кирпича, а не из традиционного для тех мест дерева, из-за этого Окалу прозвали «Кирпичным городом».
В XX веке Окала стала туристическим центром Флориды, так как в окрестностях города находится группа родников Сильвер-Спрингс, берущая начало реке Сильвер. В 1943 году конезаводчиком Карлом Роузом, переехавшим в Окалу в 1916 году из Индианы, были выведены первые чистокровные скаковые лошади. Позднее ферма Роуза была приобретена предпринимателем Бонни Хитом. Окальские лошади были первыми флоридскими лошадьми, выигравшими Кентуккийские скачки. Ныне Окала является крупным коневодческим центром, а бывшей фермой Роуза руководят Бонни Хит III и его жена Ким.
В 1995 году город был награждён премией «All-America City Award» (с англ. — «Всеамериканский город») присуждаемой Национальной гражданской лигой, которую неофициально называют «Нобелевской премией за конструктивное гражданство» и которая выдается за активную гражданскую позицию жителей некорпоративных сообществ Соединённых Штатов в жизни местного самоуправления.

## Население
| 1850 | 1870 | 1880 | 1890 | 1900 | 1910 | 1920 | 1930 | 1940 | 1950  | 1960  | 1970  | 1980  | 1990  | 2000  | 2010  |
| ---- | ---- | ---- | ---- | ---- | ---- | ---- | ---- | ---- | ----- | ----- | ----- | ----- | ----- | ----- | ----- |
| 243  | 600  | 803  | 2904 | 3380 | 4370 | 4914 | 7821 | 8986 | 11741 | 13598 | 22583 | 37170 | 42045 | 45943 | 56315 |

### Национальный состав
| Национальность   | % от указавших национальность |
| ---------------- | ----------------------------- |
| Белые американцы | 63,3 %                        |
| Афроамериканцы   | 20,4 %                        |
| Латиноамериканцы | 11,7 %                        |
| Азиаты           | 26,6 %                        |
| Другие           | 2 %                           |

## География
Город расположен на севере Флориды. Согласно данным Бюро переписи населения США, площадь города составляет 100 км², вся территория города занимает сушу.

### Климат
Климат субтропический муссонный
| Показатель                    | Янв. | Фев. | Март  | Апр. | Май  | Июнь  | Июль  | Авг.  | Сен.  | Окт. | Нояб. | Дек. | Год    |
| ----------------------------- | ---- | ---- | ----- | ---- | ---- | ----- | ----- | ----- | ----- | ---- | ----- | ---- | ------ |
| Абсолютный максимум, °C       | 31   | 32   | 36    | 37   | 39   | 41    | 40    | 39    | 38    | 37   | 34    | 32   | 41     |
| Средний суточный максимум, °C | 21,8 | 23,6 | 26,1  | 28,9 | 32,1 | 33,4  | 34    | 33,7  | 32,5  | 29,6 | 25,9  | 22,6 | 28,7   |
| Средний суточный минимум, °C  | 7,1  | 8,6  | 10,9  | 13,4 | 17,3 | 20,9  | 21,9  | 22    | 20,7  | 16,6 | 11,9  | 8,3  | 15     |
| Абсолютный минимум, °C        | −12  | −11  | −5    | −1   | 7    | 9     | 14    | 16    | 7     | 0    | −6    | −9   | −12    |
| Норма осадков, мм             | 80,5 | 83,1 | 115,8 | 61   | 75,7 | 188,5 | 170,4 | 160,5 | 154,2 | 77   | 55,3  | 65,3 | 1285,2 |

## Образование
В Окале имеется 50 школ, из них тридцать начальных, десять средних и ещё десять старших. Все они входят в школьный совет округа Марион. Также в городе имеется колледж и три библиотеки.

## Города-побратимы
- Ньюбридж, Ирландия;
- Пиза, Италия.